# Este

Rosa de los vientos mostrando el este (oriente) a la derecha de la rosa de los vientos.

El este (leste en marítima) es uno de los cuatro puntos cardinales. La perpendicular a la meridiana corta al horizonte en los puntos este y oeste. También recibe el nombre de oriente o levante. Se corresponde —aunque no exactamente— con el punto del horizonte por donde sale el Sol, de ahí el nombre de levante (zona donde el Sol se levanta). Para lo perteneciente o relativo al «este», se suelen utilizar los adjetivos «oriental» y «levantino».

## Etimología
Según el diccionario de la lengua española la palabra este  en español proviene quizá del francés est y este del inglés antiguo east. 
East deriva del protogermánico *austra (en alemán *austra > osten 'este'), y este del protoindoeuropeo *aus- que significa 'aurora'. 
El vocablo oriente proviene del latín orĭens,-entis, participio activo de orīri ('aparecer, nacer'), indicando la dirección por donde sale o nace el sol y los demás astros.
En español es común utilizar Levante para referirse al punto ordinal, así como para hablar de la parte levantina del país (porque por ahí se «levanta» el sol). Por ejemplo, la costa levantina o el levante mediterráneo. En la región patagónica se utiliza en ocasiones la palabra indígena cafuel para referirse al punto cardinal.

## Localización

### Cartografía
En los mapas actuales el norte está situado en la zona superior, y consecuentemente el Este es la zona derecha. En una brújula, o en la rosa de los vientos, está ubicado a 90° a la derecha de la dirección que indica el norte. En los mapas que exigen precisión se indica el norte magnético y el norte geográfico, que son diferentes para cada región. En todas las regiones se puede observar cómo el Sol se mueve «aparentemente» desde el horizonte hacia el oeste dejando el este a la derecha, si el observador está situado mirando al norte.

### Mediante los ortos heliacos
El Sol está en el orto, exactamente en el punto cardinal este, en los dos únicos días de equinoccio que hay en el año: En torno al 21 de marzo y el 23 de septiembre. El resto del año el orto solar se llega a desviar de esta posición aproximadamente 27 grados hacia el norte o hacia el sur. La vox populi de que el Sol sale (o amanece) por el este no es del todo exacta, llegando a desviarse hasta 27 grados.
La posición este suele tomarse como referencia para determinar en el diseño de carta astral el signo del zodiaco que es ascendente, es decir, que «asciende» por el horizonte en el instante en el que ocurre un evento, como puede ser un nacimiento, la coronación de un rey, la elección de un papa, etcétera.
En gnomónica existe un sistema de medida del tiempo denominado «babilónico» en el que se toma como origen de tiempos, no al mediodía, sino el instante en el que el Sol está en el orto.

## Aspectos culturales
El Este es la dirección hacia la cual la Tierra gira alrededor de su eje y, por lo tanto, la dirección general desde la cual el Sol parece salir. La práctica de orar hacia Oriente es más antigua que el cristianismo, pero ha sido adoptada por esta religión ya que se pensaba que Oriente albergaba el hogar original de la humanidad. De ahí que las iglesias cristianas se hayan orientado tradicionalmente hacia el este. Después de algunas excepciones tempranas, esta tradición de tener el altar en el este litúrgico se ha convertido en parte del concepto de orientación de la iglesia entre el este y el oeste litúrgicos.
Oriente es es el Este y comprende tradicionalmente todo lo que pertenece al mundo oriental, en relación con Europa. En español, es en gran medida una metonimia y una referencia a la misma área que el continente asiático, dividido en Lejano Oriente, Medio Oriente y Cercano Oriente. A pesar de este origen eurocéntrico, estas regiones todavía están situadas al este del centro geográfico de la Tierra.
Dentro de una ciudad individual en el hemisferio norte, el extremo este suele ser más pobre porque los vientos predominantes soplan desde el oeste.

### Mitología y religiones

El dragón azur del este en la bandera nacional de China durante la dinastía Qing, (1889-1912).

En diferentes mitologías y religiones una deidad o ente sobrenatural se encarga de representar el este. En el taoísmo Qīng Lóng (en mandarín, 青龍) es un dragón azul que encarna este punto cardinal además del elemento agua. En Japón es conocido como Seiryū y, de acuerdo a la tradición, protege la puerta oriental de Kioto y está consagrado en el templo Kiyomizu-dera. De acuerdo con el hinduismo y el budismo Vajrayāna, los lokapalas son guardianes de las direcciones; Indra encarna el este, que se considera la dirección del conocimiento.
En la religión egipcia Iabet (también llamada Iabtet, Iab, Abet, Abtet, Ab) era la personificación del este, de la fertilidad y el renacimiento. Representaba al desierto del este y de acuerdo a la creencia lavaba al dios Ra, ya que se la vinculaba con la salida del sol por el este. Esta diosa de oriente era menos importante que su contraparte del oeste, Amentet, y aparece junto con ella en tumbas privadas del Imperio Nuevo en escenas relacionadas con el curso del sol.

## Usos geopolíticos

### En Europa
El Oriente (con mayúscula) designa a los países situados al este del continente europeo, y, según el contexto, puede incluir a los países mediterráneos del sur, incluso algunos países de los Balcanes (por ejemplo, los pintores orientalistas del Romanticismo del siglo XIX). Se puede añadir un adjetivo para precisar la zona geográfica: Oriente Próximo, Oriente Medio (término desaconsejado en español, por corresponder a Oriente Próximo), Extremo Oriente.
Se denomina Levante a los países orientales del Mediterráneo.

### Durante la Guerra Fría
El Este (con mayúscula) también ha sido empleado para designar los países pertenecientes al bloque comunista a lo largo de la Guerra Fría durante los periodos que van desde los años 50 a 90. Se usaba en contraposición con Oeste, que simbolizaba a los Estados Unidos de América. En Alemania los habitantes de la zona Este eran denominados Ossis, en contraposición con los Wessis del oeste. 
Tras la Guerra Fría, el Este de Europa comprende los países que se sitúan en la parte oriental de Europa.

## Hemisferio oriental

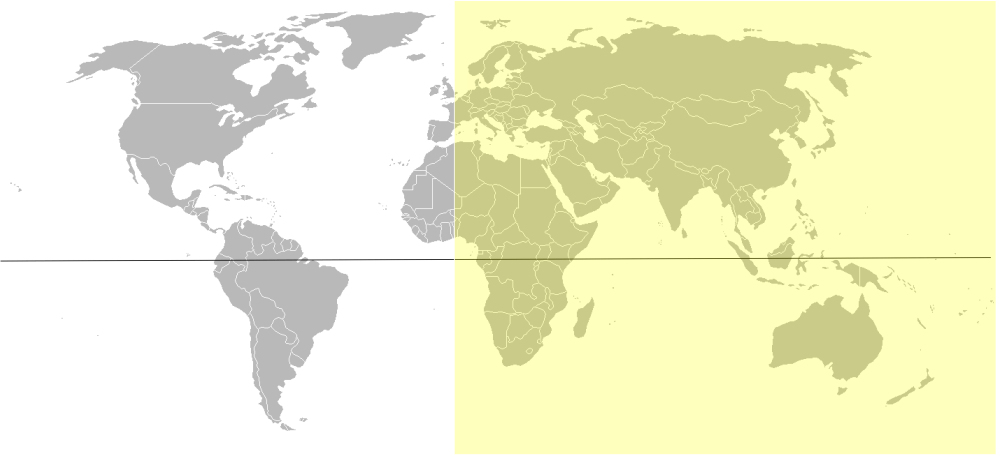
Países pertenecientes al hemisferio oriental sombreados.

La Tierra se divide en dos hemisferios tomando como referencia el meridiano de Greenwich (se adoptó como meridiano 0º en una conferencia internacional celebrada en 1884 en Washington auspiciada por el presidente de los EE. UU.), de tal forma que hay un hemisferio este (oriental) y otro occidental. Es una división meramente geográfica. 
En el hemisferio oriental se encuentran: 
- Toda Asia.
- La mayor parte de Europa.
- Gran parte de África.
- Gran parte de Oceanía.